# Heraclia flava
Heraclia flava là một loài bướm đêm trong họ Noctuidae.